# James-Raum
Der James-Raum, benannt nach Robert C. James und eingeführt 1951, ist ein in der Mathematik betrachteter, spezieller Vektorraum. Es handelt sich um einen Banachraum, der isometrisch isomorph zu seinem Bidualraum ist, ohne reflexiv zu sein. Lange Zeit ist diese Eigenschaft für unmöglich gehalten worden. Der James-Raum kann auch zur Konstruktion weiterer Beispiele herangezogen werden.

## Definition
Als Menge ist der James-Raum {\displaystyle J} im Folgenraum {\displaystyle c_{0}} der reellen Nullfolgen enthalten. Für eine Folge {\displaystyle (\alpha _{n})_{n}\in c_{0}} definiere {\displaystyle \|(\alpha _{n})_{n}\|_{a}\in [0,\infty ]} als Maß für die Variation der Folgenglieder durch
{\displaystyle \|(\alpha _{n})_{n}\|_{a}\,:=\,{\frac {1}{\sqrt {2}}}\sup \left\{\left(\sum _{n=1}^{m-1}(\alpha _{p_{n}}-\alpha _{p_{n+1}})^{2}+(\alpha _{p_{m}}-\alpha _{p_{1}})^{2}\right)^{\frac {1}{2}};\,m\geq 2,\,p_{1}<\ldots <p_{m}\right\}.}
Das Supremum wird dabei über alle natürlichen Zahlen {\displaystyle m\geq 2} und alle streng aufsteigenden Folgen {\displaystyle p_{1}<\ldots <p_{m}} natürlicher Zahlen gebildet. Schließlich sei
{\displaystyle J:=\{(\alpha _{n})_{n}\in c_{0};\,\|(\alpha _{n})_{n}\|_{a}<\infty \}.}
{\displaystyle J} ist damit die Menge der reellen Nullfolgen {\displaystyle (\alpha _{n})_{n}}, deren Schwankung im Sinne der Zahl {\displaystyle \|(\alpha _{n})_{n}\|_{a}} beschränkt ist. So liegt zum Beispiel die Folge {\displaystyle (\alpha _{n})_{n}=\left(1,-1,{\frac {1}{\sqrt {2}}},-{\frac {1}{\sqrt {2}}},{\frac {1}{\sqrt {3}}},-{\frac {1}{\sqrt {3}}},\ldots ,{\frac {1}{\sqrt {n}}},-{\frac {1}{\sqrt {n}}},\ldots \right)} nicht in {\displaystyle J}.
Man kann zeigen, dass {\displaystyle J} ein Vektorraum bzgl. der komponentenweisen Operationen ist und dass {\displaystyle \|\cdot \|_{a}} eine Norm ist, die {\displaystyle J} zu einem Banachraum macht. Das ist der sogenannte James-Raum.

## Basis in J
Sei {\displaystyle e_{n}} der {\displaystyle n}-te Einheitsvektor in {\displaystyle J}, das heißt {\displaystyle e_{n}=(0,\ldots ,0,1,0,\ldots )}, wobei die 1 an der {\displaystyle n}-ten Stelle steht. Man kann zeigen, dass {\displaystyle (e_{n})_{n}} eine monotone, schrumpfende Basis in {\displaystyle J} ist und daher {\displaystyle \|(\alpha _{n})_{n}\|_{a}=\lim _{m\to \infty }\left\|\sum _{n=1}^{m}\alpha _{n}e_{n}\right\|_{a}=\sup _{m\in \mathbb {N} }\left\|\sum _{n=1}^{m}\alpha _{n}e_{n}\right\|_{a}} gilt.

## Bidualraum
Ausgehend von den Eigenschaften der Basis {\displaystyle (e_{n})_{n}} kann man zeigen, dass die kanonische Einbettung {\displaystyle Q:J\rightarrow J''} in den Bidualraum nicht surjektiv ist, genauer ist die Kodimension von {\displaystyle Q(J)} in {\displaystyle \,J''} gleich 1, das heißt {\displaystyle J''/Q(J)\cong \mathbb {R} }.
{\displaystyle J} ist daher nicht reflexiv.
Dennoch gelingt es, einen isometrischen Isomorphismus zwischen {\displaystyle \,J} und {\displaystyle \,J''} zu konstruieren.
Die Beweise sind sehr technisch und werden daher hier nicht weiter besprochen.

## Gegenbeispiele
Der James-Raum kann zur Konstruktion einer Reihe von Gegenbeispielen verwendet werden. Obige Betrachtung zeigt, dass ein Banachraum, der isometrisch isomorph zu seinem Bidualraum ist, nicht notwendig reflexiv ist, was eine ältere Vermutung widerlegt.
Viele unendlich-dimensionale Banachräume {\displaystyle X} haben die Eigenschaft {\displaystyle X\oplus X\cong X}. Alle unendlich-dimensionalen Hilberträume haben diese Eigenschaft, denn nach dem Satz von Fischer-Riesz sind diese isomorph zu {\displaystyle \ell ^{2}(I)} für unendliches {\displaystyle I}, und es ist {\displaystyle \ell ^{2}(I)\oplus \ell ^{2}(I)\cong \ell ^{2}(I\times \{0,1\})\cong \ell ^{2}(I)}. Auch für den Folgenraum {\displaystyle c_{0}} sieht man leicht, dass {\displaystyle ((\alpha _{n})_{n},(\beta _{n})_{n})\mapsto (\alpha _{1},\beta _{1},\alpha _{2},\beta _{2},\ldots )} ein isometrischer Isomorphismus {\displaystyle c_{0}\oplus c_{0}\cong c_{0}} ist.
Für den James-Raum gilt das nicht, denn man kann zeigen, dass im Falle {\displaystyle J\oplus J\cong J} auch  {\displaystyle \mathbb {R} \cong J''/Q(J)\cong (J\oplus J)''/Q(J\oplus J)\cong J''/Q(J)\oplus J''/Q(J)\cong \mathbb {R} ^{2}} gelten müsste, was aber offensichtlich nicht der Fall ist.
Aus einem {\displaystyle \mathbb {C} }-Banachraum {\displaystyle X} kann man durch Einschränkung der Skalarmultiplikation auf {\displaystyle \mathbb {R} } einen reellen Vektorraum {\displaystyle X_{\mathbb {R} }} machen. {\displaystyle J} ist ein Beispiel für einen reellen Banachraum, der nicht isomorph zu einem {\displaystyle X_{\mathbb {R} }} für einen komplexen Banachraum {\displaystyle X} ist. Wäre nämlich {\displaystyle J\cong X_{\mathbb {R} }}, so könnte auch {\displaystyle X} nicht reflexiv sein, {\displaystyle Q(X)} hätte also mindestens die komplexe Kodimension 1 und daher die reelle Kodimension 2 in {\displaystyle \,X''}, aber die reelle Kodimension von {\displaystyle Q(J)} im Bidual ist 1.
Der James-Raum ist auch ein Beispiel für einen Banachraum mit einer Schauderbasis, der keine unbedingte Basis besitzt. Dass J keine unbedingte Basis besitzt, folgt aus der Tatsache, dass der Bidualraum eines unendlich-dimensionalen Banachraums mit unbedingter Basis nicht separabel ist, {\displaystyle J''} aber ist separabel, da {\displaystyle J} es ist und {\displaystyle J\cong Q(J)} 1-kodimensional in {\displaystyle J''} ist.